# Ogre (miasto)
Ogre (niem. Oger, lit. Uogrė) – miasto na Łotwie, w środkowej części kraju, nad rzeką Ogre, dopływem Dźwiny, ok. 35 km na wschód od Rygi, siedziba władz novadsu Ogre, 26 170 mieszkańców w 2004 roku.
Miasto otrzymało prawa miejskie w 1928 roku. Obecnie wchodzi w skład dużej aglomeracji ryskiej jako centrum kulturalne. Znajduje się tutaj szkoła plastyczna oraz muzyczna.
Populację Ogre stanowią w połowie Łotysze i Rosjanie.

## Gospodarka
W mieście rozwinął się przemysł dziewiarsko-pończoszniczy, metalowy, maszynowy, elektrotechniczny, chemiczny oraz spożywczy.

## Transport
- Ogre (stacja kolejowa)

## Sport
- HK Ogre (dawniej ASK/Ogre) – klub hokeja na lodzie
- HK Kurbads – klub hokeja na lodzie

## Miasta partnerskie
- Czernihów[3]
- Hengelo